# Joosje Burg
Joosje Burg (* 29. Juli 1997 in Veghel) ist eine niederländische Hockeyspielerin. 2023 wurde sie Europameisterin und 2024 Olympiasiegerin.

## Sportliche Karriere
Joosje Burg spielt beim HC ’s-Hertogenbosch und war mehrfach mit diesem Verein Landesmeisterin.
Die Angriffsspielerin belegte 2016 bei der U21-Weltmeisterschaft mit der niederländischen Juniorinnen-Auswahl den zweiten Platz hinter den Argentinierinnen.
Im Oktober 2021 debütierte Burg in der Nationalmannschaft. Sie bestritt 50 Länderspiele, in denen sie 24 Tore erzielte.(Stand 9. August 2024)
Bei der Weltmeisterschaft 2022 in Amstelveen und Terrassa gehörte Burg zum Kader, wurde aber nicht eingesetzt. Im Jahr darauf gewannen die Niederländerinnen bei der Europameisterschaft 2023 in Mönchengladbach alle fünf Spiele. Nach einem 7:0-Halbfinalsieg gegen die Engländerinnen bezwang die Mannschaft im Finale die Belgierinnen mit 3:1. Burg wirkte in allen fünf Spielen mit und erzielte im Finale das dritte Tor.
Im August 2024 bei den Olympischen Spielen in Paris besiegten die Niederländerinnen im Viertelfinale die Britinnen mit 3:1. Nach einem 3:0-Sieg im Halbfinale gegen die Argentinierinnen gewannen die Niederländerinnen im Endspiel gegen die Chinesinnen im Shootout, nachdem es am Ende der regulären Spielzeit 1:1 gestanden hatte. Joosje Burg war in sieben von acht Spielen dabei, fehlte aber im Endspiel und wurde dort durch Pien Dicke vertreten. In der Vorrunde hatte sie zwei Tore erzielt.